# Power & Control
Power & Control é uma canção gravada pela cantora e compositora galesa Marina and the Diamonds para seu segundo álbum de estúdio, Electra Heart. No dia 2 de Maio de 2012, Marina anunciou oficialmente que a faixa seria lançada no dia 9 de Julho de 2012 como o segundo single oficial do álbum, e acabou liberando a capa da faixa no dia 23 do mesmo mês.
Derivada dos gêneros pop e europop, "Power & Control" possui como tema central em sua letra a eterna "guerra dos sexos", que ocorre no relacionamento entre o homem e a mulher. Um videoclipe para a faixa foi lançado em 31 de Maio de 2012, que, no dia 23 de Dezembro de 2014, já recebeu mais de 5,8 milhões de exibições.

## Antecedentes
No dia 2 de Maio de 2012, alguns dias depois do lançamento de seu segundo álbum de estúdio, Electra Heart, Marina Diamandis revelou através de uma entrevista que a faixa seria lançada como o segundo single oficial do álbum, confirmando o lançamento para o dia 9 de Julho de 2012. "Power & Control" foi escrito por Diamandis juntamente com Steve Angello ex membro da Swedish House Mafia, enquanto a produção ficou a cargo de Greg Kurstin no Echo Studio em Los Angeles, California e depois foi mixada por Serban Ghenea no MixStar Studios em Virginia Beach,  Virgínia. Jessie Shatkin, John Hanes, e Kurstin ficaram encarregados da engenharia, enquanto o último foi adicionalmente responsável pela programação e tocou teclados, guitarra e baixo. Tim Roberts e Phil Seaford são creditados com assistência em todo o processo.

## Videoclipe

Still do videoclipe liberado por Marina via Twitter.

No dia 18 de Maio de 2012, Marina começou a liberar imagens dos bastidores de gravação do videoclipe da faixa. Ela divulgou o link da primeira imagem através de seu Twitter, no entanto, a imagem foi postada no Yfrog. Nela, é possível ver um monitor com uma imagem desfocada na tela (provavelmente um trecho do vídeo estava sendo exibido nele). O link foi liberado junto com a mensagem: Part 6 = "Power & Control"... No mesmo dia, ela liberou uma imagem com foco do vídeo (ao lado), na qual era possível vê-la olhando na direção de algo desconhecido.
Em 13 de maio de 2012, o clipe foi lançado como a 11ª parte da série de vídeos "The Archetypes". No vídeo todo é aplicado um filtro azul. A gravação ocorreu numa mansão vazia, presumindo-se que seja o mesmo local em que se foi filmado "Primadonna". Marina é vista se envolvendo em uma série de jogos mentais com seu interesse romântico. 

## Lista de Faixas
- iTunes EP[3]

1. "Power & Control (Michael Woods Remix)" - 6:38
2. "Power & Control (Eliphino Remix)" - 4:42
3. "Power & Control (Brachles - Drum and Squares Remix)" - 4:26
4. "Power & Control (Krystal Klear Remix)" - 3:54
5. "Power & Control (Brackles - Dub Mix)" - 4:49

- 1-Faixa Promo

1. "Power & Control (Single Version)" - 3:19